# Yassa (langue)
Pour les articles homonymes, voir Yassa (homonymie).

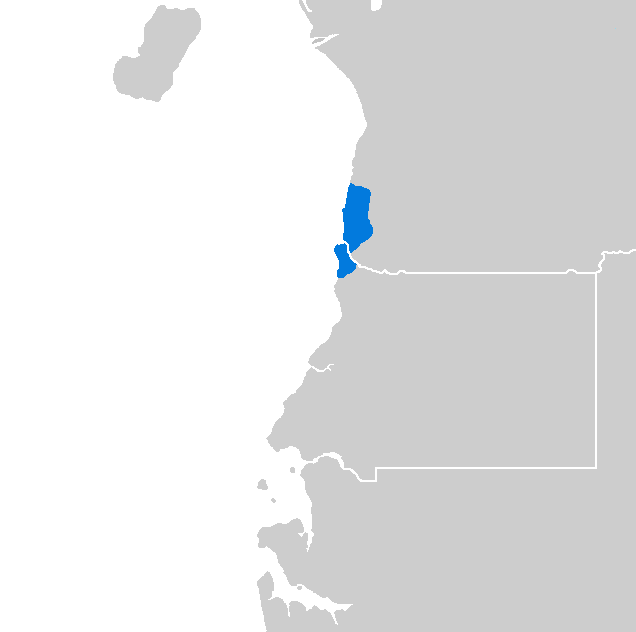
Territoires concernés par l'usage de la langue Yassa

Le iyàsà (ou bongwe, lyaasa, maasa, yasa) est une langue bantoïde méridionale, parlée au Cameroun dans la région du Sud, le département de l'Océan, l'arrondissement de Campo dans quinze villages, dont Ebodjé, également en Guinée équatoriale dans la province du Litoral, département de Rio Campo Quelques locuteurs vivent au Gabon, notamment des pygmées.
Le nombre total de locuteurs a été estimé à 2 400 dont 1 490 au Cameroun (2000).